# 麥克威廉斯 (阿拉巴馬州)
麥克威廉斯（英語：McWilliams）是位於美國阿拉巴馬州威爾科克斯縣的一個非建制地區。該地的面積和人口皆未知。

## 地理
麥克威廉斯的座標為31°49′51″N 87°05′37″W / 31.83083°N 87.09361°W，而該地的平均海拔高度為93米（即305英尺）。